# Sar Talī
Sar Talī (persiska: سر تلی) är en ort i Iran.   Den ligger i provinsen Khuzestan, i den centrala delen av landet, 500 km söder om huvudstaden Teheran. Sar Talī ligger 153 meter över havet och antalet invånare är 189.
Terrängen runt Sar Talī är platt åt sydväst, men åt nordost är den kuperad. Runt Sar Talī är det ganska tätbefolkat, med 58 invånare per kvadratkilometer. Närmaste större samhälle är Rāmhormoz, 4,2 km norr om Sar Talī. Trakten runt Sar Talī består till största delen av jordbruksmark.